# 세콩주

세콩주

세콩주(라오어: ເຊກອງ 세콩)는 라오스 남동부에 위치한 주로, 주도는 세콩이며 면적은 7,665km2, 인구는 113,048명(2015년 기준), 인구밀도는 14.7명/km2이다. 1984년 살라완주에서 분리되어 신설되었다. 동쪽으로는 베트남, 남쪽으로는 아타프주와 인접해 있으며 북쪽으로는 살라완주, 서쪽으로는 참파사크주와 인접해 있다.